# Maria Ilnicka-Mądry
Maria Stanisława Ilnicka-Mądry (ur. 1 lutego 1946 w  Hucie Szklanej zm. 20 marca 2023 w Szczecinie) – polska lekarka, nauczycielka akademicka i działaczka samorządowa, doktor nauk medycznych, w latach 2018–2023 przewodnicząca Sejmiku Województwa Zachodniopomorskiego VI kadencji.

## Życiorys
Córka Józefa i Julii. Była absolwentką I Liceum Ogólnokształcącego im. Marii Skłodowskiej-Curie w Szczecinie. Ukończyła studia medyczne na Pomorskiej Akademii Medycznej w Szczecinie, kształciła się również w zakresie zarządzania w ochronie zdrowia na Uniwersytecie Warszawskim. Uzyskała doktorat z zakresu nauk medycznych.
Specjalizację uzyskała w zakresie chorób wewnętrznych. Była nauczycielką akademicką w Zakładzie Higieny, Epidemiologii i Zdrowia Publicznego na macierzystej uczelni, przekształconej w międzyczasie w Pomorski Uniwersytet Medyczny w Szczecinie. Od 1991 do 1999 pełniła funkcję wiceprezesa Okręgowej Izby Lekarskiej w Szczecinie. W 1998 objęła stanowisko dyrektora Samodzielnego Publicznego Szpitala Klinicznego nr 1 PUM w Szczecinie, którym kierowała do czasu przejścia na emeryturę w 2014. W 2008 wyróżniona tytułem „Menedżera Roku” w publicznej służbie zdrowia.
Z ramienia Unii Wolności była radną Sejmiku Województwa Zachodniopomorskiego I kadencji (1998–2002). O reelekcję ubiegała się z listy utworzonego głównie przez działaczy dawnej AWS komitetu Wspólnota 2002, który nie uzyskał mandatów. Przed wyborami prezydenckimi w 2010 i 2015 zasiadała w regionalnym honorowym komitecie poparcia Bronisława Komorowskiego. W 2010 bez powodzenia kandydowała na radną Szczecina z ramienia komitetu prezydenta miasta Piotra Krzystka Szczecin dla Pokoleń. Powróciła do sejmiku w 2014 jako jedyna radna wybrana z listy zorganizowanego przez Piotra Krzystka komitetu wyborczego Bezpartyjni Pomorze Zachodnie, była radną niezrzeszoną. W 2015 objęła funkcję doradcy Piotra Krzystka do spraw polityki społecznej miasta. W 2018 kandydowała na radną województwa z listy KWW Bezpartyjni Samorządowcy. Mandat utrzymała, gdy jeszcze przed rozpoczęciem kadencji z jego objęcia zrezygnował podróżnik Aleksander Doba. 23 listopada 2018 wybrano ją na przewodniczącą Sejmiku Województwa Zachodniopomorskiego głosami wszystkich 30 radnych. Zmarła w 2023 w trakcie pełnienia tej funkcji. Została pochowana na cmentarzu Centralnym w Szczecinie.

## Odznaczenia
- Złoty Krzyż Zasługi (2023, pośmiertnie)[20][19]
- Srebrny Krzyż Zasługi (2002)[21]
- Złota Odznaka Honorowa Gryfa Zachodniopomorskiego (2012)[22]